# Yoko Alender
Yoko Alender (ur. 13 czerwca 1979 w Tallinnie) – estońska polityczka i działaczka kulturalna, posłanka do Zgromadzenia Państwowego, w latach 2024–2025 minister klimatu.

## Życiorys
Córka muzyka Urmasa Alendera, który zginął w 1994 w katastrofie promu „Estonia”. Ukończyła szkołę Södra Latin w Sztokholmie (1999), a w 2010 uzyskała magisterium z architektury w Estońskiej Akademii Sztuki. Pracowała jako menedżer projektów i architekt, była też zatrudniona na stanowisku specjalisty w administracji miejskiej Tallinna. Pełniła również funkcję doradczyni do spraw architektury i wzornictwa w ministerstwie kultury. Zajęła się także organizacją wydarzeń kulturalnych, w tym festiwali muzycznych i koncertów. Została członkinią zarządu estońskiego instytutu buddyzmu.
W latach 2013–2014 należała do centroprawicowej partii Isamaa ja Res Publica Liit, następnie dołączyła do Estońskiej Partii Reform. W 2013 zasiadła w radzie miejskiej estońskiej stolicy. W wyborach w 2015 po raz pierwszy uzyskała mandat deputowanej do Zgromadzenia Państwowego. Z powodzeniem ubiegała się o poselską reelekcję w 2019 i 2023.
W lipcu 2024 objęła urząd ministra klimatu w rządzie Kristena Michala. Zakończyła urzędowanie w marcu 2025.